# Schellenbach (Hirtenbach)
Der Schellenbach ist ein 3,5 km langer linker bzw. östlicher Zufluss des Hirtenbachs. 

## Geographie

### Verlauf
Der Schellenbach entspringt südöstlich vom Steinbühl. Er mündet östlich von Laubach in den Hirtenbach.

### Flusssystem Wetter
- Fließgewässer im Flusssystem Wetter